# Shania Twain
Vous lisez un « bon article » labellisé en 2010.
Pour les articles homonymes, voir Twain (homonymie) et Edwards.
Eilleen Regina Edwards, dite Shania Twain (ʃəˈnaɪə ˈtweɪn), est une chanteuse de country canadienne, née le 28 août 1965 à Windsor, en Ontario.
Après des débuts difficiles, à la suite de la mort accidentelle de sa mère et de son père adoptif, et un premier album au succès mitigé, Shania Twain rencontre en juin 1993 le producteur Robert John « Mutt » Lange, qu'elle épouse le 28 décembre 1993. Le premier album né de cette collaboration, The Woman in Me, connaît un succès immédiat mais elle ne sera reconnue comme vedette mondiale qu'avec la sortie de son troisième album Come on Over en 1997. Ce dernier est devenu l’album le plus vendu de tous les temps par une artiste féminine solo dans le monde, ainsi que l'album le plus vendu de l’histoire de la musique country. Le 15 novembre 2004, il est certifié 20 fois disque de platine par la RIAA. Ses ventes sont aujourd'hui estimées à 40 millions d'exemplaires.
Elle est une des seules chanteuses à avoir obtenu quatre disques de diamant aux États-Unis ; deux pour Come on Over, un pour The Woman in Me et un pour Up!, certifiés par la Recording Industry Association of America (RIAA). Elle est la deuxième chanteuse canadienne en termes de vente d’albums aux États-Unis derrière Céline Dion et devant Alanis Morissette.
Depuis 1995, Shania Twain est récompensée par la critique et ses ventes records de disques. Elle a remporté de nombreuses récompenses dont cinq Grammy Awards et, selon son site officiel, a vendu plus de 80 millions d’albums dans le monde. Aux États-Unis, ses albums sont certifiés à hauteur de 48 millions d'exemplaires vendus.

## Biographie

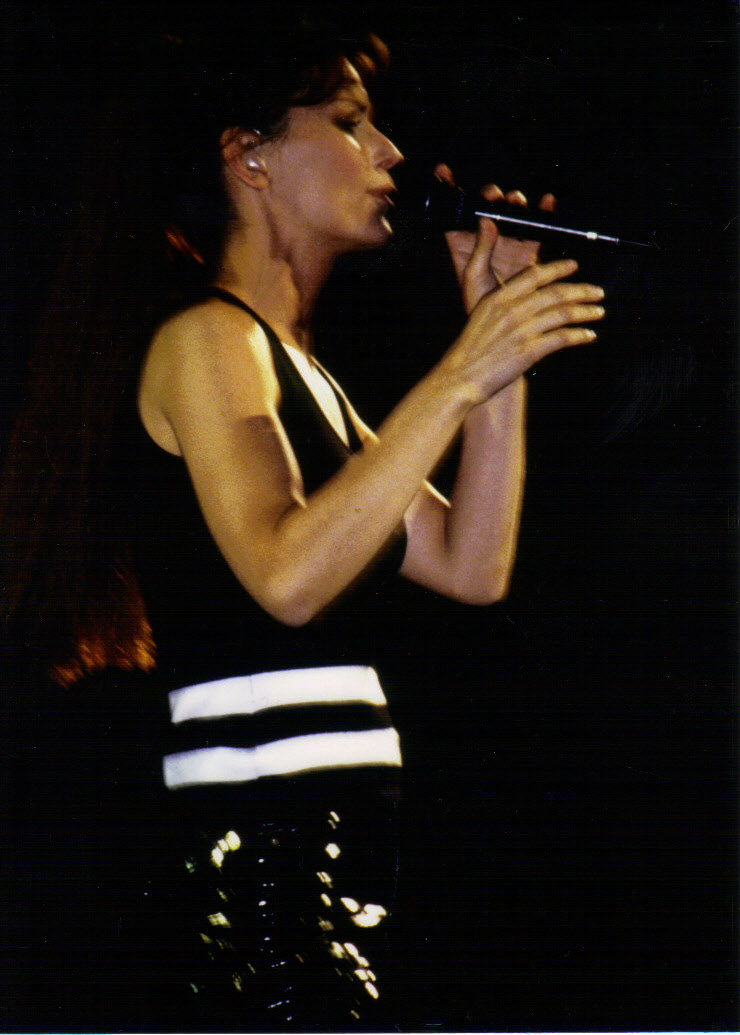

### Son enfance

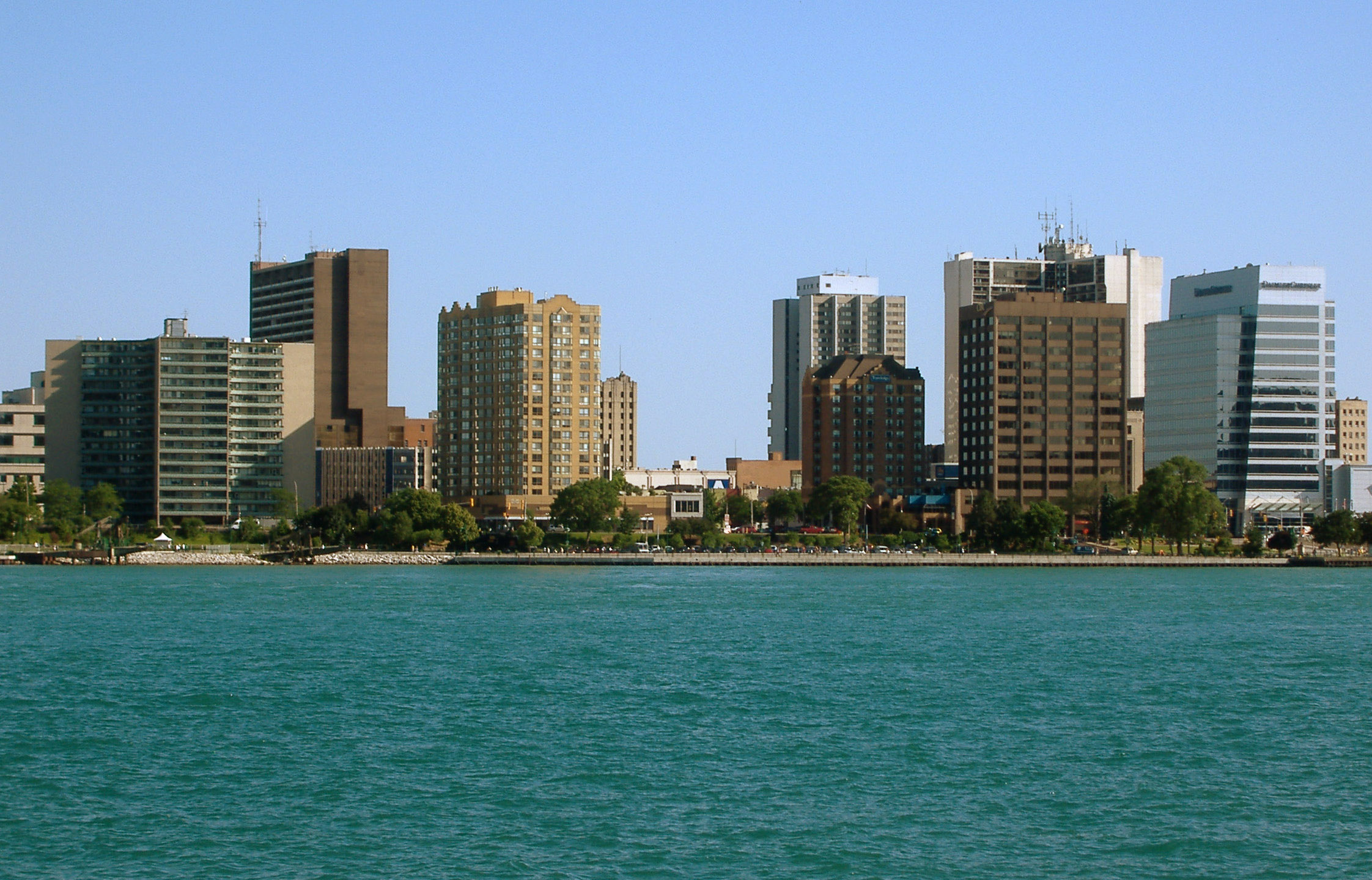
Windsor (Ontario) sa ville de naissance.

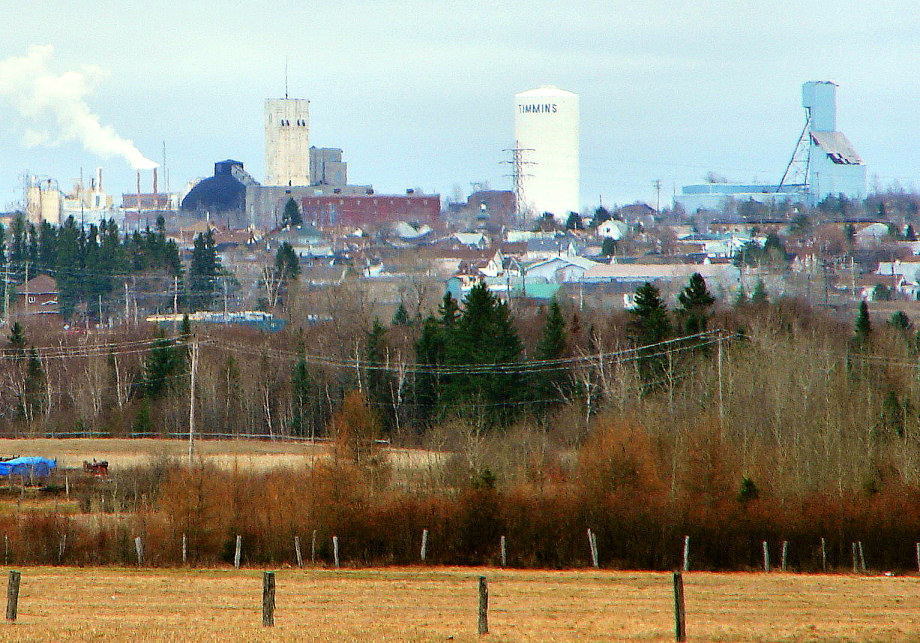
Timmins où elle a passé son enfance.

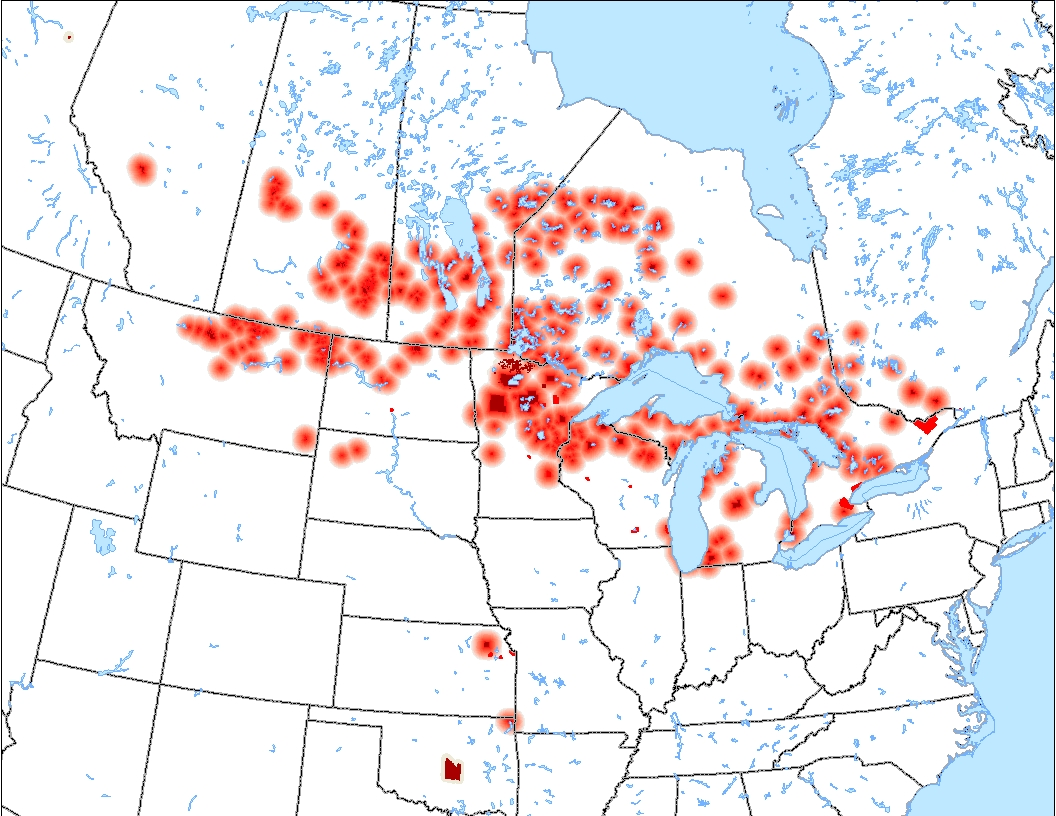
Localisation des Anishnawbe.

Eilleen Regina Edwards est née le 28 août 1965 à Windsor dans la province canadienne de l'Ontario. Eilleen est la deuxième fille de la famille Edwards, sa mère Sharon Morrison est canadienne et son père Clarence Edwards américain. Ils divorcent en 1967. Sharon emmène ses deux enfants, Eilleen âgée de deux ans et sa sœur Jill, à Timmins en Ontario, une ville minière et d'exploitation forestière du nord de la province, où les températures hivernales plongent jusqu'à quarante degrés en dessous de zéro. C'est là que Sharon refait sa vie en se mariant avec Jerry Twain, un Ojibwé. Jerry Twain adopte les filles, les intégrant officiellement à sa tribu natale, les Temagami Anishnawbe Bear Island First Nation.
Shania Twain a des origines françaises par sa mère ; en effet, elle est descendante de plusieurs immigrants canadiens et en particulier de Jean Guyon et Mathurine Robin, venus du Perche au XVIIe siècle et également ancêtres de Céline Dion, Madonna,, Camilla Shand, Hillary Clinton, Jack Kerouac, Stéphane Dion, Diane Tell et Lynda Lemay. Elle a aussi des origines irlandaises et anglaises par sa grand-mère paternelle Eileen Pearce, née le 10 avril 1911 à Newbridge (Comté de Kildare) dans la province du Leinster en Irlande, aïeule dont la mère était née à Weybourne dans le Comté de Norfolk en Angleterre.
Dès l'âge de cinq ans, elle commence à se faire remarquer dans des émissions de télévision qui la réinviteront quelques années plus tard. Ses parents ont trois autres enfants et Eilleen Twain connaît une enfance difficile à Timmins : ses parents ont de faibles revenus et la famille manque souvent de nourriture. Un jour, tandis que Jerry est au travail, sa mère conduit le reste de la famille à 684 km de là jusqu'à un refuge pour sans-abri à Toronto pour demander de l'aide. Sa mère cache sa situation aux autorités scolaires, de peur qu'elles ne séparent la famille. Eilleen Twain travaille alors dans un restaurant McDonald's ontarien.
Eilleen commence à gagner de l'argent en chantant dans les clubs et bars locaux à partir de huit ans pour soutenir sa famille, gagnant souvent vingt dollars entre minuit et une heure du matin. Bien qu'elle exprime alors une aversion pour le chant dans une pareille atmosphère à un si jeune âge, Shania estimera plus tard que cette période fut son école des arts du spectacle, pour devenir une chanteuse à succès.

« Ma plus sincère passion était la musique et cela m'a aidé. Il y avait des moments où j'ai pensé : « je déteste cela ». Je détestais aller dans les bars et être avec des ivrognes. Mais j'aimais la musique et donc j'ai survécu. »

— Robbin Eggar, Shania Twain Biography, p41
Eilleen Twain écrit ses premières chansons Love Is a Rose et Just Like the Storybooks à l'âge de dix ans. Elle est décrite par un ami d’enfance, Kenny Derasp, comme « une enfant très sérieuse qui a passé beaucoup de temps dans sa chambre pour écrire des chansons ».
Au début des années 1980, elle passe quelque temps à travailler avec son père au reboisement du Nord de l'Ontario, une entreprise dans laquelle la famille est fortement impliquée et qui emploie quelque 75 Ojibwés et travailleurs cris.
Bien que le travail soit très exigeant et les salaires très faibles, Shania Twain dit de cette expérience, « J'ai adoré la sensation d'être isolée. Je n'ai pas eu peur d'être dans mon propre environnement, en travaillant dur. J'étais très forte, je parcourais des kilomètres chaque jour en me promenant et on a transporté de lourdes charges d'arbres. Dans ce milieu hostile vous n’utilisez pas de shampoing, de déodorant ou de maquillage, aucun parfum, vous utilisez du savon et vous vous baignez et lavez vos vêtements dans le lac. C’est une existence très rude, mais j'ai été très créative et je séjournais seule dans la forêt avec mon chien et une guitare pour simplement écrire des chansons ».
À cette époque, Eilleen prend souvent sa guitare, chante et écrit des chansons quasiment jusqu'à l'épuisement.
Le 1er novembre 1987, elle apprend le décès de sa mère et de son père adoptif dans un accident de voiture impliquant un camion grumier (long camion affecté au transport du bois, très courant dans le Grand Nord canadien). Cette disparition lui inspirera des années plus tard, la chanson God Bless the Child. À la suite de cette épreuve, elle doit encore s'occuper de ses jeunes demi-frères Mark et Darryl et demi-sœur Carrie Ann, âgés de 13 à 18 ans. Elle emmène sa famille à Huntsville en Ontario alors que tous sont encore scolarisés. La future Shania Twain, assume toutes les tâches ménagères, paie les factures et assiste aux réunions de parents d'élèves.

### Vie privée

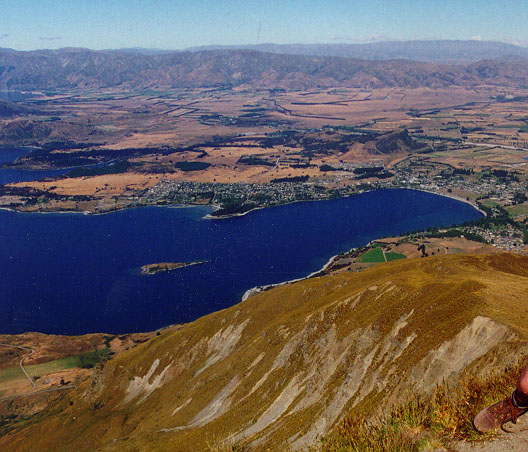
Wanaka vu du mont Roy.

Shania Twain se marie avec le producteur de musique Robert John "Mutt" Lange le 28 décembre 1993. Ils ont un fils, Eja D'Angelo, né le 12 août 2001.
Shania et sa famille possèdent une ferme de 170 km2 à Wanaka en Nouvelle-Zélande, où ils élèvent des chevaux et des moutons,. La famille vit également dans un château à La Tour-de-Peilz (le château de Sully), dans le canton de Vaud, en Suisse jusqu'en 2006. En juillet, avec son mari, elle fait l'acquisition d'une propriété de presque 15 000 m2 à Prez-vers-Noréaz, au fond du vallon de l'Arbogne (canton de Fribourg, Suisse) ; le site est appelé Moulin-de-Prez.
Leur divorce fut annoncé le 15 mai 2008.
Shania, à l'occasion de ses 44 ans le 28 août 2009, dévoile sur son site internet une vidéo de son nouvel « amour », le Suisse Frédéric Thiébaud (ex-mari d'Anne-Marie, secrétaire de Shania et Robert Lange, avec laquelle Robert aurait eu une aventure : la raison du divorce de Shania) et 1er janvier 2011, Shania Twain célèbre la nouvelle année en s'unissant avec Frédéric Thiébaud. Le mariage a eu lieu dans les Caraïbes.
Depuis, Shania Twain est revenue dans sa ville de Timmins, en Ontario. Elle porte la flamme olympique le 1er janvier 2010. Le maire de Timmins, Tom Laughren et le comité local supervisant le relais de la flamme dans cette ville en ont fait l'annonce le 1er octobre 2009,.

« Depuis qu'elle est devenue célèbre, Shania est une grande ambassadrice pour notre communauté. Elle s'est servie de toutes les tribunes pour vanter les vertus de sa ville natale. »

— Tom Laughren, maire de Timmins.
Why Not? With Shania Twain sera l'une des cinq séries ajoutées à la programmation de la chaîne Oprah Winfrey Network. Un communiqué de presse indique que la vedette country discutera de la rupture « qui a changé sa vie » et de la façon dont elle se remet au cours des épisodes d'une heure. La chaîne d'Oprah Winfrey émettra à partir du 1er janvier 2011. Le communiqué de presse de la chaîne promet de jeter un regard candide sur Shania Twain pendant qu'elle tentera de relancer sa carrière musicale.

Shania Twain sort au printemps 2011 une autobiographie chez l'éditeur Publisher of Atria Books and Washington Square Press dont la vice-présidente Judith Curr commente le manuscrit : « Quand j'ai lu le manuscrit de Shania, il m'a étonné par sa richesse, il est clair, non censuré et honnête. Il y a une profondeur qui se ressent dans son écriture. Le livre aidera beaucoup d'autres et représente une source d'inspiration. Et ceux qui pensaient bien la connaître à travers sa musique, seront étonnés par sa personnalité et son style, ses mots crus et personnels »,. Dans cette autobiographie elle parle aussi de son divorce. Elle dit à propos de ce livre : 

« Il y a eu des moments dans ma vie où j'ai été préoccupée par le fait que demain ne viendrait jamais. Récemment, j'ai eu le sentiment qu'il fallait que je donne plus de précisions sur ma vie. Je n'avais pas le temps de le faire avant et je souhaite à présent la relater honnêtement, avec mes propres mots. Il y a des moments dans votre vie qui sont destinés à la réflexion, et ce fut l'un d'eux. J'ai commencé à écrire ce livre avec un respect sincère pour le passé, le présent et l'avenir comme quelque chose qui ne peut jamais être tenu pour acquis. »

— Shania Twain, parlant de la future publication de son autobiographie

## Carrière

### Débuts
Elle commence à prendre des leçons de chant et, à l'automne 1984, ses talents sont remarqués par un disc jockey Stan Campbell, lequel écrit, dans Country Music news : « Eilleen possède une voix puissante avec une étendue vocale impressionnante. Elle a le dynamisme nécessaire, l'ambition et l'attitude positive pour atteindre ses objectifs. »
Campbell réalise à l'époque un album pour le musicien canadien Tim Denis. La future Shania se retrouve ainsi dans les chœurs sur la chanson Heavy on the Sunshine,.
Durant cette période Eilleen Twain fait la connaissance de la chanteuse country régionale Mary Bailey qui connut un certain succès en 1976. Bailey parle de la première fois où elle aperçoit l'artiste à Sudbury en Ontario en disant :

« J'ai vu cette petite fille sur scène avec une guitare et elle m'a totalement soufflée. Elle a chanté Blue Eyes Crying in the Rain de Willie Nelson et I'm So Lonesome I Could Cry de Hank Williams. Sa voix me rappelait Tanya Tucker »

— Mary Bailey, rapporté par Robin Eggar dans Shania Twain Biography, p. 90
Mary Bailey achète le contrat détenu par Stan Campbell. Eilleen Twain emménage alors chez elle au bord du lac Kenogami où elle pratique la musique tous les jours pendant des heures. À l'automne 1985, Bailey emmène Eilleen jusqu'à Nashville voir un ami, le producteur de disques Tony Migliore, qui à l'époque produit un album pour la chanteuse canadienne Kelita Haverland. Eilleen participe aux chœurs de la chanson Too Hot to Handle. Elle fait également des essais avec Cyril Rawson mais sans succès ; en raison de la volonté d'Eilleen de devenir une chanteuse de rock et non une chanteuse de country. Au bout de cinq mois, elle revient au Canada et s'installe avec Bailey dans un appartement du centre-ville de Kirkland Lake.
En 1986, Mary Bailey prend des dispositions pour répondre à l'offre de John Kim Bell, un demi-Mohawk qui reconnaît la capacité d'Eilleen. À l'automne, Eilleen continue à exprimer son désir d'être une chanteuse pop ou rock plutôt que country. Elle ne rencontre aucun succès dans cette voie et cela la conduit à une brouille durant deux ans avec Mary Bailey. Sa première scène a lieu le 8 février 1987, lorsque Bell organise une collecte de fonds pour la Fondation nationale des réalisations autochtones au Roy Thomson Hall de Toronto, où Eilleen joue avec la star de Broadway Bernadette Peters, le guitariste de jazz Don Ross et l'Orchestre symphonique de Toronto. Sa performance est peu acclamée, mais elle convainc Bell, qui déteste la musique pop, qu’Eilleen doit rester bien loin d'elle et se concentrer sur la musique country.
À partir de 1989, Eilleen Twain chante dans des bars et participe à l'émission de télévision Tommy Hunter Show sur la chaîne canadienne CBC. En 1991, elle se produit au cours de plusieurs concerts.
Pendant ses études à la High and Vocational School de Timmins, elle devient la chanteuse d'un groupe local appelé Longshot. Après la disparition de ce groupe, Eilleen est approchée par un groupe mené par Diane Chase appelé Flirt et fait des tournées partout en Ontario.
En 1993, elle signe un contrat avec Mercury et décide d'adopter un prénom d'origine ojibway, Shania (shu-Nye-uh), dont la signification est « Je suis mon chemin ».

« J'ai fait une maquette de musique originale, et je n'ai même pas eu à aller à Nashville. Mon agent (pendant longtemps ma copine Mary Bailey) s'est arrangé pour que Richard Frank, un avocat de Nashville, vienne assister à un spectacle au Canada. Il a saisi la balle au vol, et m'a obtenu un entretien avec le producteur Norro Wilson. Il m'a présentée à Buddy Cannon, qui travaillait chez Mercury Nashville à cette époque, et il porta ma bande directement au responsable du label. C'était fait ! »

— Shania Twain, 

### Son premier album:Shania Twain
L'album Shania Twain, enregistré en 1992 et 1993, sort le 20 avril 1993 en Amérique du Nord. L'album n'atteint que le 67e rang de l’US Albums Country Chart et le 6e au Canada Country Chart. Cependant, il reçoit de nombreuses critiques positives.
L'album est certifié double disque de platine (200 000 exemplaires) au Canada le 13 novembre 1997 par le CRIA et disque de platine (1 000 000 d'exemplaires) aux États-Unis le 15 avril 1999 RIAA.
Trois singles sont issus de l'album aux États-Unis : What Made You Say That, Dance with the One That Brought You et You Lay a Whole Lot of Love on Me (reprise de Con Hunley (en) en 1980 et Tom Jones en 1983). Ces singles ont un succès mitigé. Ils n'atteignent que la 55e place au classement américain Hot Country Songs, et la 70e pour la seconde au classement country canadien. En Europe, Shania remporte le prix de la nouvelle star Rising Video Star of the Year Award sur Country Music Television Europe.
Pour cet album, elle s'est entourée de musiciens renommés : le batteur Larrie Londin (accompagnateur entre autres de Emmylou Harris, Diana Ross, Lionel Ritchie, Jerry Lee Lewis, Dolly Parton, Hank Williams, Chet Atkins, Elvis Presley), le claviériste David Briggs (Elvis Presley, Joan Baez, Nancy Sinatra, Kris Kristofferson), et d'autres moins connus.

### 1995-2000: deux albums, première tournée

#### The Woman in Me
Lorsque Robert John Mutt Lange entend les chansons originales de Shania Twain, il propose d'écrire et produire ses chansons. Après de nombreuses conversations téléphoniques, ils se rencontrent à Nashville en juin 1993. Shania et Robert deviennent très proches en seulement quelques semaines. Ils écrivent ou coécrivent des chansons à la base de son deuxième album studio : The Woman in Me sorti le 7 février 1995.
Le premier single, Whose Bed Have Your Boots Been Under? atteint la 11e place au Billboard Country Chart et devient le premier single numéro un au Canada Country chart. Il est suivi par son premier Top 10 américain : Any Man of Mine,. Shania a encore des hits sur l'album, qui deviennent numéros un des Singles de Country, tant aux États-Unis qu'au Canada (If You're Not in It for Love) I'm Outta Here!,, You Win My Love, et No One Needs to Know,. Huit chansons de cet album sortiront en singles. Six deviendront numéro un au classement country canadien et quatre au classement country américain. De plus son premier numéro un des ventes de singles au Canada (tous genres confondus) est la chanson God Bless the Child, écrite en hommage à ses parents.
En 2007, l’album est certifié douze fois disque de platine aux États-Unis,. Au niveau mondial, il atteint 20 millions d’exemplaires vendus. L'album est aussi certifié deux fois disque de diamant au Canada, deux fois disque de platine en Australie et disque de platine au Royaume-Uni. Deux singles seront certifiés : Whose Bed Have Your Boots Been Under? disque d'or aux États-Unis et (If You're Not in It for Love) I'm Outta Here! disque de platine en Australie.
The Woman in Me remporte le Grammy Award du Meilleur Album Country, ainsi que le prix de l'Academy of Country Music pour l'album de l'année ; cette académie lui décerne également le prix de la meilleure révélation féminine.

#### Come on Over
Après le succès de l'album The Woman In Me, Shania Twain et son mari écrivent les chansons pour le troisième album. Le 2 novembre 1997, sort Come on Over, mélange de country, de pop et de rock. Album très attendu, à la suite de l'énorme succès de The Woman in Me et en raison de la récente renommée mondiale de l'artiste, les ventes ne déçoivent pas : il devient le plus grand succès de tous les temps pour un album country. Au Royaume-Uni, il reste numéro un pendant onze semaines en 3 fois à partir du 11 septembre 1999. Les singles From This Moment On, That Don't Impress Me Much, Man! I Feel Like a Woman! et You've Got a Way en sont extraits, ainsi que le titre You're Still the One qui se place en seconde position aux États-Unis et au Canada. Pour promouvoir l'album, la chanteuse entame une tournée de deux ans. L'album ressort en 1998 dans une version remixée pour l'international (seul titre identique à la version de 1997 : Rock This Country!. Cette version sera rééditée en 1999 pour l'Australie avec un bonus de trois titres ainsi qu'un DVD bonus comprenant trois clips vidéos et des interviews.
La popularité de Shania Twain augmente grâce à son apparition dans l'édition de 1998 de VH1 Divas où elle chante aux côtés de Mariah Carey, Céline Dion, Gloria Estefan et Aretha Franklin. Le VH1 Divas de 1999 se concentre sur les aspects tragiques de sa vie précoce ainsi comme son attrait physique et la résistance, au début, des habitants de Nashville à son aspect de Girl power avec son ventre nu comme le montrent ses premières vidéos musicales.

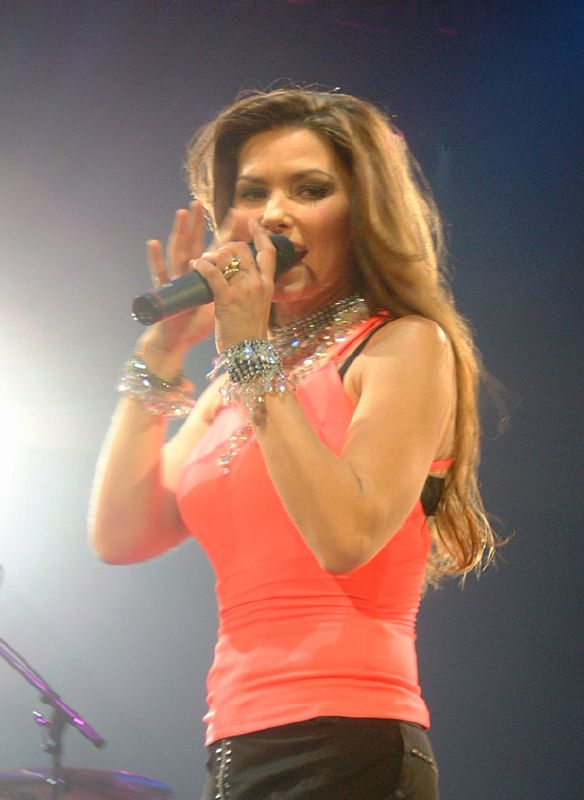
Shania Twain à Wembley.

L'album est classé 9e album de l'année 2000 en France par le SNEP. Bien qu'il se soit vendu à 40 millions d'exemplaires dans le monde entier, il n'a pas été en mesure d'être numéro 1 au Billboard 200, n'atteignant que la seconde place.
Il est certifié double disque de diamant (20 fois disque de platine) aux États-Unis. Fin 2008, selon Soundscan, il s’agit de l’album le plus vendu aux États-Unis depuis le démarrage de système de comptage en 1991 avec près de 15 millions d’exemplaires. Avant le succès de Come on Over, le record pour l'album country le plus vendu par une artiste de musique country était Rose Garden de Lynn Anderson en 1971. Shania Twain a établi le record du plus long séjour dans le Top 20 du Billboard 200 en restant dans le Top 20 pendant 112 semaines. L'album est aussi l'un des plus vendus de l'histoire en Australie obtenant 15 disques de platine, se classant pendant 20 semaines no 1 et 146 semaines dans le Top 100.
Come on Over s'est classé numéro un en Australie, en Belgique flamande, au Canada, au Danemark, aux Pays-Bas, en Irlande, en Nouvelle-Zélande, en Norvège, au Royaume-Uni et à l'European album chart. Entre 1997 et 2000, douze singles sortiront. Plusieurs seront numéro un au classement country canadien (7), au classement single canadien (2), au classement country américain (3), au classement single américain (2), en Irlande (1), en Nouvelle-Zélande (2) et en Australie (1).
En plus du double disque de diamant certifié aux États-Unis, l'album est certifié double disque de diamant au Canada, disque de diamant (10 fois disque de platine) au Royaume-Uni, 17 fois disque de platine en Nouvelle-Zélande, 15 fois disque de platine en Australie, 7 fois disque de platine en Europe, 6 fois disque de platine en Norvège, 5 fois disque de platine en Hollande, 3 fois disque de platine en Suisse et en Suède, 2 fois disque de platine en Belgique et en Argentine, disque de platine en France, 3 fois disque d'or en Allemagne, disque d'or au Brésil, au Mexique, en Italie, en Autriche et en Finlande.
Entre septembre 1997 et juillet 2000 douze singles seront issus de cet album. Le premier à être publié le 23 septembre 1997 est Love Gets Me Every Time. Il atteint la première place du Hot County Songs américain et du Canada Country single et est certifié disque d'or aux États-Unis. Le second est Don't Be Stupid (You Know I Love You), sorti sur les radios country le 11 novembre 1997, mais qui ne sortira en Europe et Australie que le 14 février 2000. Don't Be Stupid est largement reconnu comme une chanson écrite par Shania Twain et surtout comme une réfutation des critiques du mouvement Country and Western, lequel l'avait accusé de « vendre » de la musique en général… Il atteint la première place uniquement au Canada Country single.
Le troisième single, You're Still the One sort le 27 janvier 1998. Lorsque Shania Twain et Robert Lange tombent amoureux dans le milieu des années 1990, cette relation est fortement critiquée : à cause de la différence d'âge jugée extrême et du fait que Shania Twain « utiliserait » Lange pour promouvoir sa propre carrière. En complet désaccord avec ces critiques, la chanteuse souhaite y répondre en public. Et c'est ce qui conduit à l'écriture de You're Still the One. Dans cette ode à l'union entre elle et Lange, Shania explique combien elle est heureuse et qu'elle et son mari n'ont pas écouté les critiques. Cette chanson se classe très bien dans plusieurs classements du Billboard (1er au Hot Country Songs et au Adult Contemporary, 2e au Hot100, 3e au Pop Songs Elle atteint également la première place du Canada Country Single et de l'Australian ARIA Charts.
Le quatrième single From This Moment On sort le 1er septembre 1998. La chanson a été écrite lors d'un match de football en Italie, et est une chanson d'amour entre Twain et Lange. Le single atteint la première place des deux classements canadiens (Country single et Canadian Adult Contemporary) Billboard Adult Contemporary. Il entra également directement en 5e position du Hot 100 dès sa sortie (il se classa par la suite en 4e). En 1999 lors des Canadian Country Music Awards, From This Moment On remporte le prix Vocal Collaboration-instrumental de l'année. Le single est certifié double disque de platine en Australie.
Le 15 décembre 1998 sort That Don't Impress Me Much. Ce single n'entre ni dans le top 5 américain, ni canadien ; en revanche il se classe bien dans le reste du monde (1er en Irlande, en Belgique, en Nouvelle-Zélande et en Norvège, 2e en Australie et en Hollande, 3e au Royaume-Uni, en Autriche, en Suède et en Finlande). That Don't Impress Me Much est le single le plus certifié de la carrière de Shania Twain, en étant double disque de platine en Australie, disque de platine au Royaume-Uni, en Suède et en Nouvelle-Zélande, disque d'or en Allemagne, en Autriche et en Norvège.
Le single suivant Man! I Feel Like a Woman! sort en mars 1999. Cette chanson grimpe rapidement dans les classements mondiaux en devenant le second single consécutif de Shania Twain numéro un en Nouvelle-Zélande. Il est classé second au Canada, 3e en France et au Royaume-Uni, 4e au Hot country songs. Un second single sort en mars You've Got a Way qui atteint la première place du Canada country single. Pour cette chanson Shania Twain est nommée aux 42e Grammy awards dans la catégorie Chanson de l'année. Une nouvelle version de cette chanson est enregistrée pour la bande son du film Coup de foudre à Notting Hill.
Le 6 septembre 1999 sort Come on Over. Le magazine Billboard émet un avis favorable : « C'est un message joyeux de survie et d'autonomie, le tout enveloppé dans une musique savoureuse ».
Le single suivant Rock This Country! sort en décembre 1999. Shania Twain dit à propos de ce single qu'il est « très live, très rapide. Nous l'avons écrite sur la plage en Floride. J'avais eu le titre depuis longtemps ». Rock This Country! est devenue la chanson de clôture chaque nuit sur les deux tournées Come on Over Tour et Up! Tour. C'est la seule chanson à être restée inchangée sur la version originale et la version internationale de Come on Over. Le vice-président des États-Unis, Al Gore, utilise Rock This Country! comme chanson thème de sa campagne présidentielle de 2000. Hillary Clinton a pour sa part sélectionné Rock This Country! comme chanson thème pour sa candidature à la campagne présidentielle de 2008.
Les chansons de l'album remportent quatre Grammy Awards au cours des deux années suivantes, le 25 février 1999 au Shrine Auditorium de Los Angeles pour la 41e cérémonie des Grammy Awards, Shania Twain reçoit le prix de la « meilleure chanteuse de country » (« Best Female Country Vocal Performance ») pour You're Still the One et est récompensée avec Robert Mutt Lange en tant qu'auteurs-compositeurs du grammy de la meilleure chanson country également pour You're Still the One. Le 23 février 2000 au Staples Center de Los Angeles pour la 42e cérémonie des Grammy Awards, elle reçoit à nouveau le prix  de la meilleure chanteuse de country pour Man! I Feel Like A Woman!  et comme l'année précédente, elle est récompensée avec Robert Mutt Lange en tant qu'auteurs-compositeurs du grammy de la meilleure chanson country pour la chanson Come on Over.

#### Première tournée mondiale
En 1998, Shania Twain lance sa première grande tournée de concerts, aidée par son manager Jon Landau, un vétéran de nombreuses tournées à grande échelle avec Bruce Springsteen. Les spectacles du Come on Over Tour sont accueillis avec enthousiasme par le public du monde entier, donnant tort aux critiques qui spéculaient quant à son avenir en concert.
Cette tournée d'une année et demie se divise en plusieurs parties, avec un lancement le 29 mai 1998 à Sudbury au Canada pour 90 concerts en Amérique du Nord, jusqu'au 16 janvier 1999 à Miami puis du 9 février 1999 au 18 février 1999 : ce sont sept concerts en Australie, de Brisbane à Melbourne. À compter du 22 février 1999 au 1er juillet 1999, ce sont à nouveau 47 concerts aux États-Unis et au Canada de Houston à Timmins sa ville natale. Elle s'envole ensuite pour le Royaume-Uni pour quatre concerts (Glasgow, Birmingham, Londres et Dublin). Après une pause de quatre mois, elle repart pour une tournée finale de treize concerts aux États-Unis de La Nouvelle-Orléans à West Palm Beach.
Au total, elle réalise 161 concerts dans des salles de 5 000 places jusqu'à des stades de 77 000 places (Alamodome de San Antonio).
Le concert du 12 septembre 1998 à la Reunion Arena de Dallas a été filmé pour une émission spéciale, diffusée exclusivement sur DirecTV. La spéciale fut plus tard transformée en un DVD, de deux heures intitulé Live, sorti en novembre 1999. Pour le DVD, la chanson If It Don't Take Two a été ajoutée à la liste initiale, bien qu'elle n'ait pas été chantée régulièrement au cours de la tournée. Trois vidéos de musique pour Honey, I'm Home, Come on Over et Rock This Country ont également été ajoutées. Le DVD a été certifié DVD de platine (500 000 exemplaires) par le RIAA.
La tournée est devenue l'une des plus importantes de 1998 et 1999, devenant ainsi l'une des tournées ayant généré les plus grosses recettes pour un chanteur country. Celles-ci ont été estimées à plus de 100 millions de dollars. Lors d'une émission en Ontario, une inconnue Avril Lavigne, âgée de treize ans, chante en duo avec Shania Twain après avoir remporté un concours radio.

### 2001: album souvenirThe Complete Limelight Sessions
The Complete Limelight Sessions est une collection de chansons enregistrées par Shania Twain avant de signer un contrat d'enregistrement avec Mercury Nashville en 1993. Il sort en Amérique du Nord le 23 octobre 2001 à la suite du succès important de Come on Over. C'est la seule collection officielle des premiers travaux de Shania Twain, cependant des albums pirates sont lancés à la même époque comme For the Love of Him publié en 1999 en Allemagne.
L'album est promu par une reprise d'It's Alright, seule chanson Shania Twain figurant au classement de la Billboards Hot Dance Club Play chart. The Heart is Blind sort en single à la radio country, mais ne reste pas assez à l'antenne pour pouvoir espérer entrer au Billboards Hot Country Songs Chart.

### 2003-2005: nouvel album et seconde tournée mondiale

#### Up!

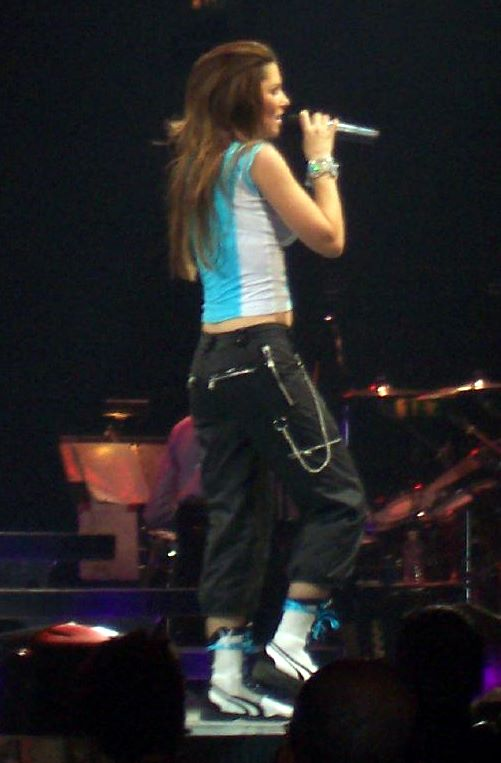
En concert pendant Up! Tour

Après une pause de deux ans, Twain et Lange retournent en studio et enregistrent son dernier CD, avec un changement de direction. L'album Up! est terminé le 19 novembre 2002. Le 25 septembre 2003, Shania entame la tournée Up! Tour à Hamilton, Ontario, Canada.
Dans cet album Shania Twain s'essaye à de nouveaux styles. Elle adopte le girl power sur les chansons (I'm Gonna Getcha Good, She's Not Just a Pretty Face, Nah! et In My Car (I'll Be The Driver), elle expérimente le rythme pop latino (Juanita) ou encore la balade romantique (Forever And For Always). Up! est publié au format double album, avec trois disques différents : « pop » (un CD Rouge), « country » (un CD vert), et « musique du monde » (un CD bleu). Pour les marchés nord-américains, le disque pop est jumelé avec le disque country et dans les marchés internationaux, le disque pop est jumelé avec le disque de musique du monde. Up! reçoit quatre étoiles sur cinq du Rolling Stone Magazine, et entre directement à la première place du classement Billboard Hot Country Songs le 7 décembre 2002, avec des ventes de 874 000 exemplaires dans la seule première semaine. Up! reste numéro un pendant six semaines et figure au classement pendant 104 semaines. L'album occupe également la première place au classement Billboard 200 pour cinq semaines et reste présent 96 semaines dans le classement. Le 18 janvier 2003, il devient aussi numéro un du classement des albums au Canada pour onze semaines consécutives et une présence dans ce classement de 34 semaines. En dehors des États-Unis, Up! devient no 1 en Australie et dans les cinq premiers au Royaume-Uni et en France. En Allemagne, il atteint la première place des ventes d’album et reste classé près d’un an et demi ; il est certifié double disque de platine.
Le disque de musique internationale a été remixé dans le style Bollywood avec les parties d'orchestre et de percussions enregistrées à Mumbai, en Inde. Les nouvelles versions ont été produites par Simon et Diamond Duggal, deux frères de Birmingham, en Angleterre. Ils avaient été initialement invités à contribuer à la version pop de I'm Gonna Getcha Good qui a conservé l'influence de Bollywood.
L'album est certifié double disque de diamant au Canada, 11 fois disque de diamant aux États-Unis, 4 fois disque de platine en Irlande, 3 fois disque de platine en Suisse, en Norvège et Nouvelle-Zélande, 2 fois disque de platine au Royaume-Uni, en Europe, en Australie et en Allemagne, disque de platine en France, en Suède, en Autriche, au Danemark, au Portugal et au Brésil, disque d'or au Japon, en Hollande et en Belgique.
Le premier single extrait de l'album, I'm Gonna Getcha Good! se classe 34e du Billboard Hot 100, la 14e au Billboard Pop 100, et la 7e au Hot Country Songs. Ce single atteint la première place au Canada. De l'autre côté de l'Atlantique, publié dans une version pop, le single atteint la 1re place en Roumanie, la 4e place au Royaume-Uni, en Norvège et en Nouvelle-Zélande, la 6e au Danemark, la 7e en Irlande ainsi que la 15e en Allemagne et en France. Il est certifié disque d'or en Australie par l'ARIA.
Le second single Up! n'a pas le même succès, ne prenant qu'une deuxième place au Canadian single chart et une troisième au Rádió Top 40 en Hongrie. Malgré tout il est récompensé par le Juno Awards 2003 de Chanson Country de l'année.
Sortie en single uniquement en Europe, Ka-Ching! est une chanson où Shania Twain critique la consommation débridée et la cupidité dans le monde. La chanson s'ouvre sur une rythmique de sons de « tiroir caisse », qui rappelle le thème de chanson  Money de Pink Floyd. Le single est certifié disque d’or en Allemagne et apparaît dans la plupart des classements européens dont une huitième place au Royaume-Uni et une quinzième place en France.
Le troisième single de l'album est la ballade romantique Forever and for Always, sorti en single le 7 avril 2003. Shania Twain dit qu'elle a été inspirée par « des personnes qui commencent des relations quand ils sont jeunes, et sont toujours amoureux quand ils sont plus âgés ». Elle affirme que c'était l'une de ses chansons préférées. Forever and for Always sera classée à la première place au Hot Adult Contemporary Tracks, quatrième au Hot Country Songs et à la vingtième place du Billboard Hot 100 et sera certifié disque d'or aux États-Unis. Le single aura aussi un succès international, en se classant aussi 5e au Canada, 6e au Royaume-Uni, Autriche et en Irlande, 8e en Roumanie 9e en Allemagne.
Shania Twain sort ensuite son second single international issu de cet album, Thank You Baby!, le 11 août 2003 en Europe. C'est une « ballade mid-tempo » selon About.com alors que le magazine Rolling Stone indique qu'elle transmet « l'intimité maternelle et un sens pop indéniable ». Thank You Baby! se classe moins bien que les autres singles issus de l'album avec une onzième place au Royaume-Uni. Quelques semaines plus tard, le 6 octobre 2003, sort en Europe When You Kiss Me, « une chanson servie par un son prodigieux d'une mandoline et d'une guitare électrique recouvert par un chœur merveilleux » selon Matt Bjorke d'About.com. Le même jour sort sur les Radios Country She's Not Just a Pretty Face. Le magazine Billboard qualifie la chanson d'« hymne ultra-léger de puissance country-girl » et juge qu'il s'agit de « country pop exquise ». Ce single se classe neuvième du classement Hot Country Songs devenant son quinzième single Top10. Le dernier single de l'album, le huitième et cinquième single américain, It Only Hurts When I'm Breathing, sort le 9 février 2004.

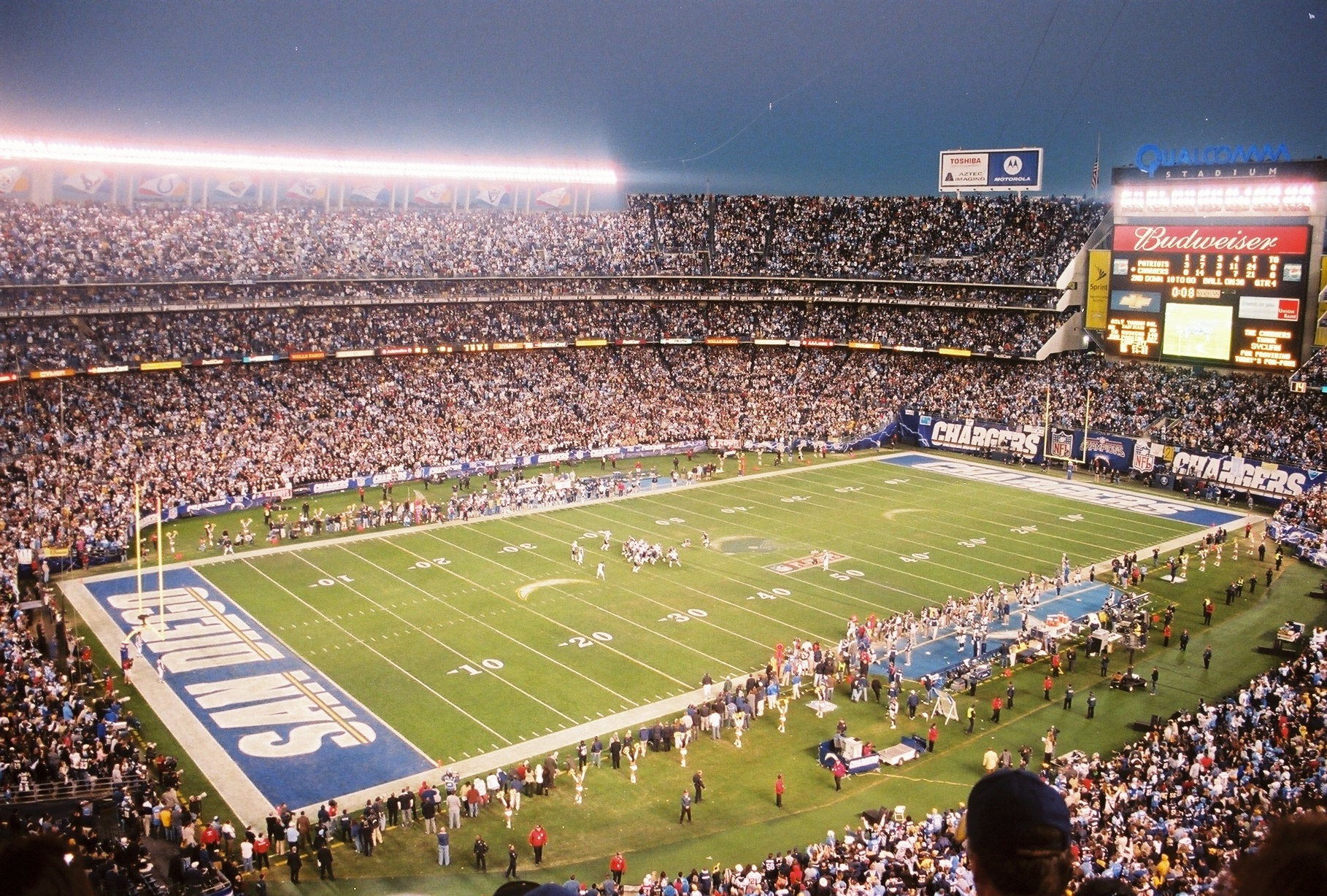
Qualcomm Stadium.

Au cours du Super Bowl XXXVII au Qualcomm Stadium situé au nord de San Diego, dans l'État de Californie, le 26 janvier 2003, elle chante devant 67 203 personnes deux chansons, Man! I Feel Like a Woman! et Up!,. Le 37e Super Bowl oppose les Buccaneers de Tampa Bay aux Raiders d'Oakland.
En 2003, Shania Twain participe à l'album hommage à Dolly Parton Just Because I'm a Woman, au cours de la Parton's Classic en chantant Coat of Many Colors, en duo avec Alison Krauss. L'album atteint la 57e place au classement Hot Country Songs.

#### Seconde tournée

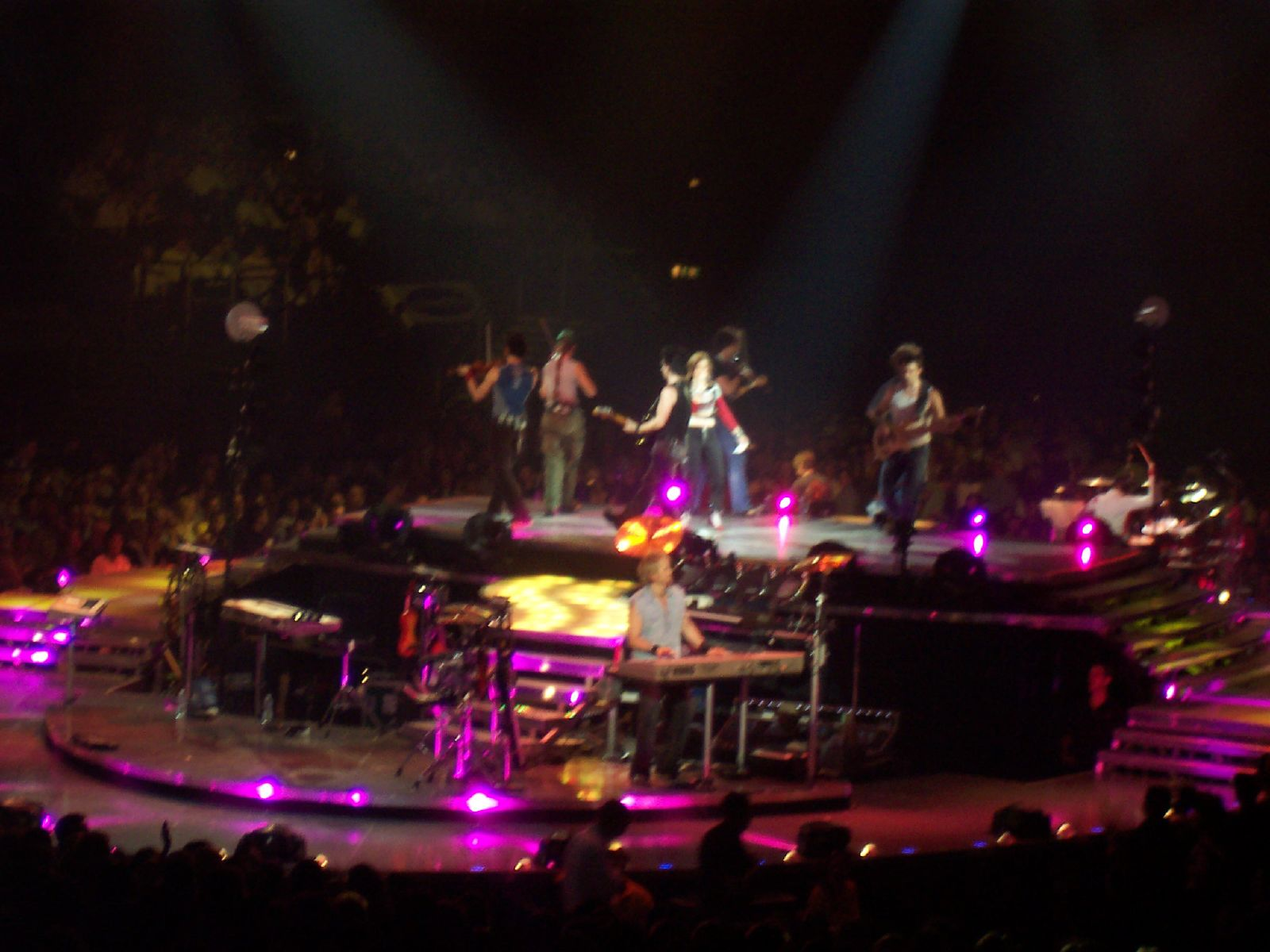
Concert de Wembley le 17 février 2004

Pour l'album, elle entame une deuxième tournée mondiale de 10 mois, du 25 septembre 2003 au 10 juillet 2004. Cette tournée est plus internationale. Elle débute en Amérique du Nord le 25 septembre 2003 au Copps Coliseum d'Hamilton jusqu'au 20 décembre 2003 à Las Vegas. Après un mois de repos, elle attaque un tour d'Europe en commençant le 11 février 2004 par le Palais omnisports de Paris-Bercy à Paris, puis enchaîne 27 autres concerts en Europe en Angleterre, Écosse, Suède, Finlande, Norvège, Pays-Bas, Allemagne, Autriche pour finir le 30 mars 2004 par Anvers en Belgique. Elle retourne en Amérique du Nord et termine sa tournée le 10 juillet 2004 à Fort Lauderdale.
Elle sort ensuite un DVD : Up! Live in Chicago lors de son concert le 22 octobre 2003 à Chicago devant 23 500 spectateurs. Ce DVD est certifié DVD de platine par le RIAA aux États-Unis et par un DVD de platine (15 000) en Australie.
Shania Twain sort un second DVD Up! Close and Personal enregistré lors d'une spéciale sur NBC diffusée en novembre 2003, afin d'aider à promouvoir l'album Up!. Il s'agit d'un concert avec Alison Krauss et son groupe Union Station. Up! Close and Personal a été certifié DVD de platine par le RIAA aux États-Unis. Des versions audio de plusieurs des chansons ont été utilisées comme faces B de certains des singles de l'album Greatest Hits. La tenue de Shania Twain en ensemble cuir, ainsi que le stade, ont été modélisés sur le show Elvis Presley's '68 Comeback Special. La maquette de ce DVD est maintenant exposée au Centre Shania Twain à Timmins, en Ontario. Au cours de l'émission en direct à l'origine, Shania a dû arrêter le groupe pendant Ain't No Particular Way et leur demander de redémarrer la chanson, après un oubli de paroles.
Cette tournée de 113 concerts se déroule dans douze pays sur deux continents. Cette fois pas de tournée en Australie mais deux mois de tournée et 28 concerts en Europe.

### 2004–2010:Greatest Hitset éloignement
Le 8 novembre 2004, Shania Twain sort sa première compilation. Le premier single, Party for Two, une version pop avec Mark McGrath et une version country avec Billy Currington, devient numéro deux au Canada et se place au Top60 américain. Deux autres singles seront extraits : Don't! et I Ain't No Quitter.
Au 30 septembre 2010, l'album est toujours classé dans le Country TOP 50 canadien, et ce, depuis 306 semaines.
Un nouvel album est d'abord annoncé pour l'automne 2009, mais est finalement retardé en raison de sa séparation avec Robert John Mutt Lange, en 2008. Elle annonce dans une lettre écrite à ses fans qu'elle a besoin de temps pour guérir sa peine, et qu'elle reviendra avec de nouvelles chansons décrivant ses sentiments face à sa présente situation.
Elle est victime de la maladie de Lyme qui a affecté ses cordes vocales et de dysphonie spasmodique. Même si les dommages sur les nerfs de ses cordes vocales sont permanents, elle retrouvera cependant sa voix à force de thérapie.

### Depuis 2011: retour à la musique

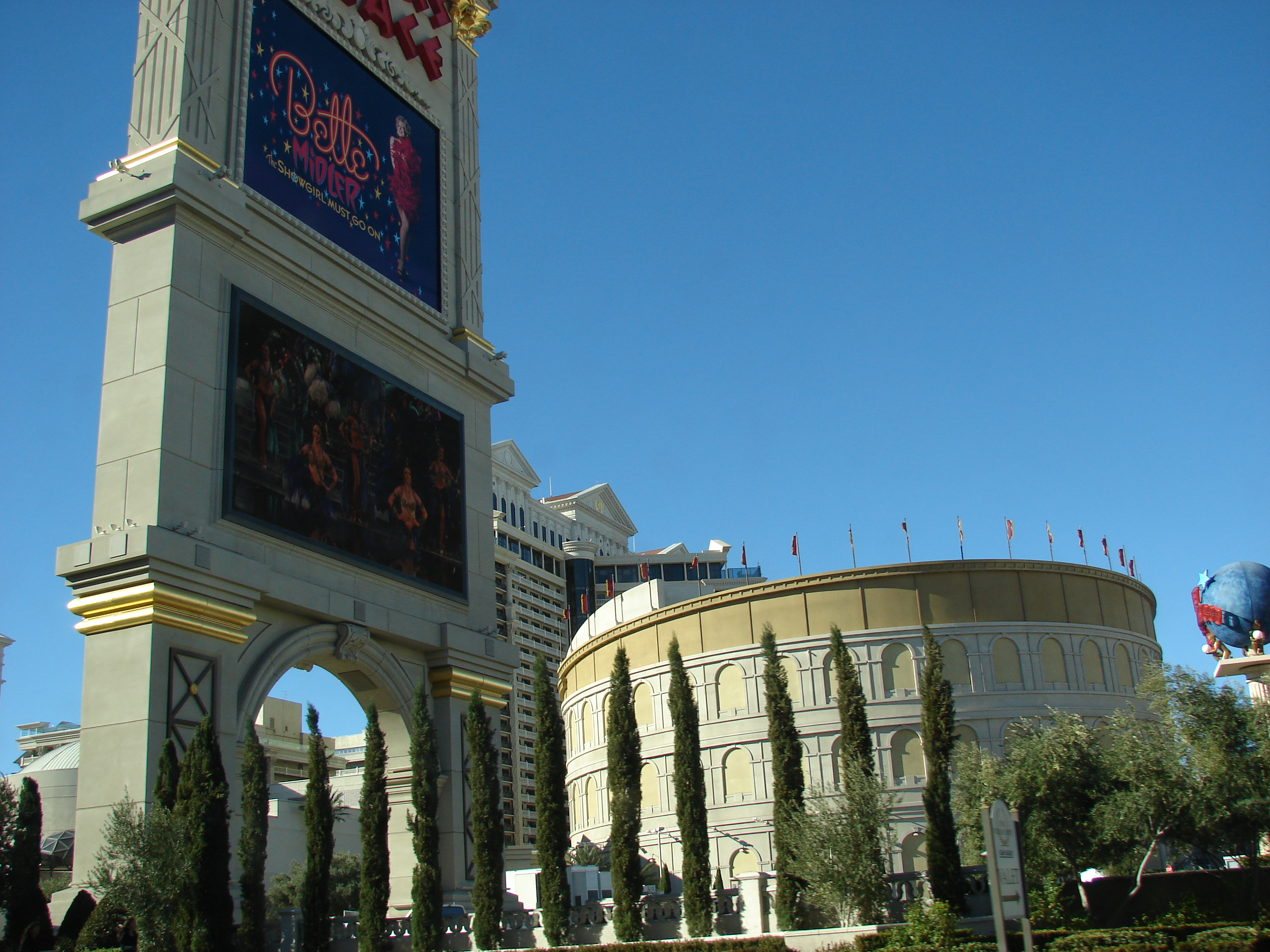
Colosseum à Las Vegas.

En mai 2011, elle confirme dans une interview avec Perez Hilton qu'elle sortira son premier single depuis six ans Today Is Your Day, après la finale de l'émission Why Not? with Shania Twain. Shania Twain donne un aperçu de la chanson dans le premier épisode de la série. Elle travaille avec la musique des producteurs David Foster et Nathan Chapman sur cette nouvelle chanson. Dans les prochains mois, elle envisage de retourner en studio pour finir son cinquième album studio. La chanson Today Is Your Day a été officiellement lancée sur iTunes et à la radio country le 12 juin 2011.
Le 8 juin 2011, lors d'une conférence de presse au Country Music Hall of Fame à Nashville, la chanteuse annonce qu'elle sera sur les planches du Colosseum au Cæsars Palace à Las Vegas durant une période de deux ans. Son spectacle, intitulé Still The One, débute le 1er décembre 2012,.
Le 26 septembre 2012, lors d'une interview exclusive avec Up! Magazine, Shania Twain déclare qu'elle travaille actuellement sur le spectacle et ne se penche pas sur l'enregistrement d'un nouvel album. Son prochain disque sera probablement un album de Noël.

#### 2017: Cinquième album
Après 15 ans d'absence sur la scène musicale, Shania Twain est de retour avec Now, son cinquième album sorti le 29 septembre 2017. Elle annonce une tournée, The Now Tour, sur son site officiel le 17 août 2017. Durant ses 15 ans d’absence, Shania Twain a vécu plusieurs bouleversements dans sa vie personnelle. Son divorce de Robert John « Mutt » Lange, son mari et collaborateur de longue date, a été fortement médiatisé. Elle a aussi dû combattre la maladie de Lyme qui a endommagé ses cordes vocales.

#### 2023: Sixième album
En septembre 2022, Shania Twain annonce avec le single Waking Up Dreaming l'arrivée prochaine de son sixième album. Promu ensuite par le titre Giddy Up! l'album intitulé Queen of Me sort mondialement le 3 février 2023. Considéré par la chanteuse comme un album plus moderne que le précédent, le disque est majoritairement bien reçu par la critique qui évoque un disque fidèle à l'ADN country-pop de la chanteuse.

### Style musical
Shania Twain a commencé très jeune à écrire paroles et musique des chansons.

« J'ai grandi en écoutant Waylon, Willie, Dolly, Tammy, tous ceux-là,. Mais nous écoutions aussi les Mamas et les Papas, les Carpenters, les Supremes et Stevie Wonder. Tous ces nombreux styles de musique auxquels je fus exposée enfant, ont non seulement influencé mon style vocal, mais aussi, le style de mon écriture. »

— Shania Twain, Biographie sur isuisse.com
Élevée dans un univers country, Shania Twain a réussi à renouveler ce style en y ajoutant des nuances soul, pop, et rock, que l'on retrouve dans son troisième album Come On Over.
Avec son album Up!, elle innove en éditant trois CD (country, pop et international) qu'elle couple par deux en fonction des pays de diffusion. Sur cet album, elle tente de nouveaux styles de chansons : elle se prend adopte le girl power sur les chansons I'm Gonna Getcha Good, She's Not Just a Pretty Face, Nah! et In My Car (I'll Be The Driver). Elle passe également au rythme pop-latino (Juanita) et à la ballade romantique (Forever And For Always).
Cette évolution musicale lui permet d'être appréciée et classée en dehors des pays « purement country » (États-Unis, Canada, Australie).

## Autres activités
Shania fait plusieurs campagnes publicitaires pour différentes marques, parmi lesquelles certaines publicités pour les produits cosmétiques de la maison Revlon en 1999, pour qui elle interprète son tube Man! I Feel Like a Woman!. Elle joue aussi dans des spots publicitaires pour les jeans de la marque de chaussures de Candie, qui à son tour, a parrainé la tournée Come on Over.
En automne 2005, Shania est associé avec les Parfums Coty pour la création de son premier parfum appelé Shania by Stetson. Une seconde ligne est lancée en septembre 2007, appelée Shania Starlight,.
Elle devient « juge invitée » pour les auditions de la télé-réalité américaine American Idol (saison 9) aux côtés d'Avril Lavigne,.
Le 9 décembre 2022, la chanteuse canadienne Shania Twain a baptisé une des toutes nouvelles rames du train touristique à écartement modulable GoldenPass Express (train reliant directement Montreux à Interlaken) à Gstaad. Shania Twain a dorénavant un train à son nom. Une jolie photo de la chanteuse est publiée dans la presse à cette occasion  (Instagram Claude Nobs Foundation) devant la rame baptisée en son honneur, «Shania Train».

## Shania Twain Centre

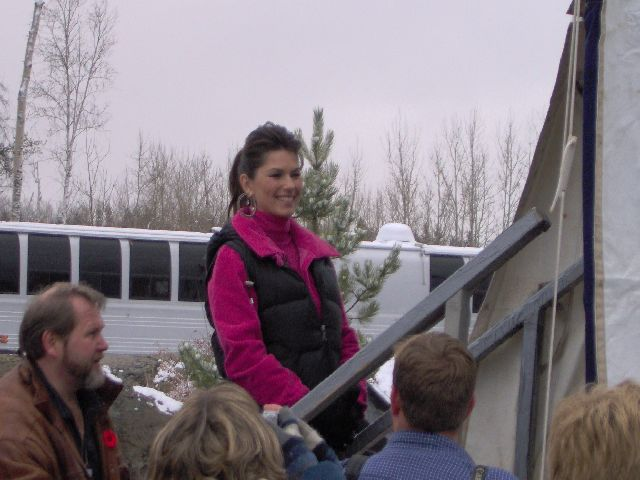
Shania Twain de retour à Timmins le 2 novembre 2004.

Inauguré le 30 juin 2001 sans la présence de Shania Twain, enceinte et avec un emploi du temps chargé, le Centre Shania Twain est une attraction touristique située à Timmins en Ontario. Depuis son ouverture, le centre reçoit des souvenirs, des récompenses et de nombreux autres objets personnels de Shania Twain reconnue comme la personnalité la plus importante de Timmins. Le Centre Shania Twain fait découvrir de multiples facettes de la vie professionnelle et personnelle de la chanteuse. Les visiteurs peuvent voir des vêtements que Shania Twain a revêtus lors du tournage de différents vidéo-clips, de concerts donnés aux quatre coins de la planète.
Ce centre comprend un espace d'exposition sur Shania de 370 m2, une salle d'exposition temporaire de 110 m2 et un espace central de 93 m2. Le contrat estimé de la construction du Centre Shania Twain s'élève à 3,7 millions de dollars[réf. nécessaire]. Le nouveau centre abrite plus d'un 1 million de dollars en valeur de souvenirs y compris les bourses et les vêtements prêtés par Shania.
Le 4 novembre 2002, le Centre Shania Twain remporte le « prix du meilleur flottant original » lors de la 13e parade annuelle de Noël de Timmins.
Chaque année au mois d'août depuis 2003 a lieu la Convention des fans de Shania. En 2004, Shania offre au centre son autobus de tournée.
Le 2 novembre 2004, Shania Twain se rend à Timmins pour sa première visite officielle au Centre Shania Twain. Des centaines de fans venus du monde entier se rendent alors à Timmins pour cette occasion historique. Certains fans font la queue plus de vingt heures pour recevoir des bracelets qui garantissent un autographe et une rencontre rapide avec Shania[réf. nécessaire].
Le centre a toutefois fermé ses portes le 1er février 2013 en raison de la baisse de la fréquentation.

## Discographie sélective
Albums studio
- 1993 - Shania Twain
- 1995 - The Woman in Me
- 1997 - Come On Over
- 2002 - Up!
- 2017 - Now
- 2023 - Queen of Me

### Albums
| Année | Titre                           | Certification | Certification | Certification | Certification | Certification |
| ----- | ------------------------------- | ------------- | ------------- | ------------- | ------------- | ------------- |
|       |                                 | États-Unis,   | Canada        | Australie     | Royaume-Uni   | France,       |
| 1993  | Shania Twain                    | Platine       | 2x Platine    | -             | -             | -             |
| 1995  | The Woman in Me                 | Diamant       | 2x Diamant    | 2x Platine    | Platine       | -             |
| 1997  | Come on Over                    | 2x Diamant    | 2x Diamant    | 15x Platine   | 10x Platine   | Platine       |
| 2001  | The Complete Limelight Sessions | -             | -             | -             | argent        | -             |
| 2002  | Up!                             | Diamant       | 2x Diamant    | 2x Platine    | 2x Platine    | Platine       |
| 2004  | Greatest Hits                   | 4x Platine    | 6x Platine    | 2x Platine    | 2x Platine    | -             |
| 2017  | Now                             |               | Platine       |               | argent        | -             |
| 2023  | Queen of Me                     |               |               |               |               |               |

## Distinctions

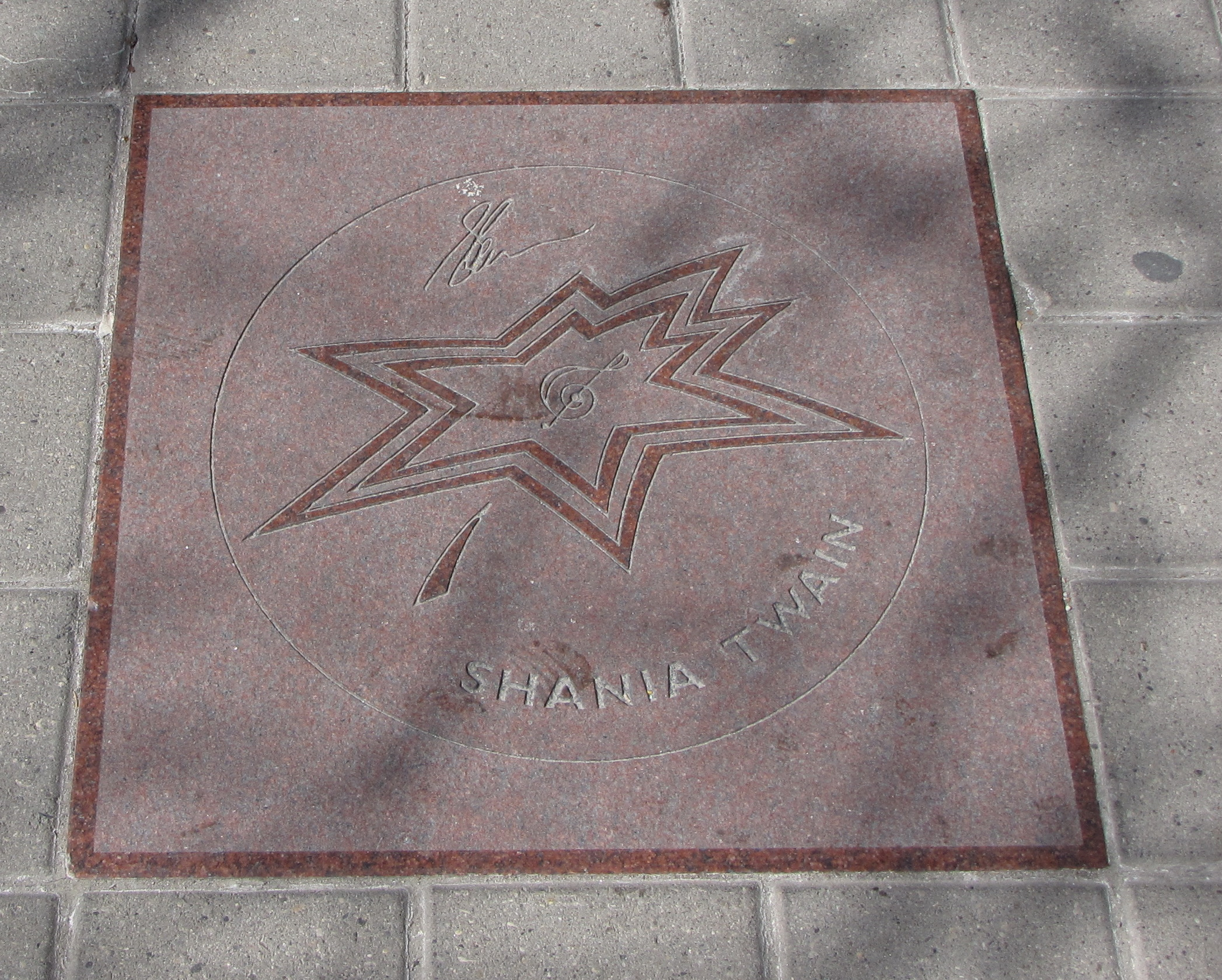
L'étoile de Shania sur l'Allée des célébrités canadiennes.

Shania Twain est récompensée de nombreux prix depuis 1993.
Elle gagne 39 BMI Songwriter Awards, 26 Canadian Country Music Awards, 12 Prix Juno, 9 Billboard Music Awards, 5 Grammy Awards, 5 American Music Awards, 4 ACMAs, et 2 CMAs.
En plus de ses multiples prix pour ses singles et albums, Shania Twain reçoit un certain nombre d'honneurs personnels :
Elle est récompensée en 1999 du titre d'Entertainer of the Year (Artiste de l'année) à la fois par l'Academy of Country Music et le Country Music Association. Shania est ainsi la première non-américaine à remporter le prix de l'ACM.
La ville de Timmins en Ontario au Canada, en juin 1999, renomme une rue en son nom, lui donne les clés de la ville et construit le Centre Shania Twain en son honneur.
En 2002, elle est classée no 7 sur Country Music Television au classement des « 40 plus grandes chanteuses de country ».
En 2003, Shania est intronisée à l'Allée des célébrités canadiennes.
Le 18 novembre 2005, elle est investie comme officier de l'Ordre du Canada.
Le 27 août 2009, le site canadien Hellomagazine l'élit Plus belle femme de l'année 2009 devant Jennifer Aniston, Angelina Jolie, Beyoncé et Jennifer Lopez.

## Pour approfondir

### Filmographie
En 2005, le film Shania: A Life in Eight Albums de Jerry Ciccoritti retrace sa carrière. Le film a été nommé pour deux prix aux Gemini Awards en 2006. Megan Follows a été nommée dans la catégorie Meilleure interprétation féminine pour le rôle vedette dans une émission dramatique ou mini-série. Le film a également été nommé dans la catégorie Meilleur son pour une émission dramatique.
En 2019, elle joue dans le film La Victoire dans le sang avec John Travolta.
En 2020, elle joue dans le film J'y crois encore.
En 2022, un film documentaire sorti sur Netflix, intitulé Shania Twain: Not Just a Girl est réalisé sur la chanteuse, elle y joue son propre rôle.

#### Autres ouvrages
- (en) Nicholas Jennings, Country princess: Rising star Shania Twain fought hard for her newfound success, Maclean's, 1995.
- (en) Brian D. Johnson, Cinderella of Country : Shania Twain, Maclean's, 1995 (ISSN 0024-9262).
- (en) Scott Gray, The Shania Twain Story, Ballantine Books, 1998, 205 p. (ISBN 0345429362).
- (en) Terry Karl Wendt, An Autobiography, 1998 (ISBN 0966566807).
- (en) Barbara Hager, The Life and Music of Shania Twain, Berkley Boulevard, 1998, 191 p. (ISBN 0425164519).
- (en) Michael McCall, Shania Twain: An Intimate Portrait of a Country Music Diva, St. Martin's Griffin, 1999, 194 p..
- (en) Jim Gallagher, Shania Twain (Real-Life Reader Biography), Mitchell Lane Publishers, 2000, 32 p. (ISBN 1584150009).
- (en) Jim Brown, Shania Twain: Still The One, Quarry Music, 2000, 223 p. (ISBN 1550822691).
- (en) Andrew Vaughan, Shania: Feel Like A Woman, André Deutsch, 2000, 96 p. (ISBN 0233999027).
- (en) Peter Kane, Shania Twain: An Intimate Portrait of a Country Music Diva, Unanimous, 2001, 95 p. (ISBN 9781566491365).
- (en) Dwayne E. Pickels, Shania Twain: Overcoming Adversity, Chelsea House Publishers, 2001, 110 p. (ISBN 0791059014).
- (en) Jill C. Wheeler, Shania Twain (Star Tracks), Abdo Pub, 2001, 64 p. (ISBN 1577655524).
- (fr) Yves Boudreau, Rendez-vous avec Shania Twain, Quebecor Eds, 2002, 155 p. (ISBN 2-7640-0445-1).
- (en) Jim Brown, Shania Twain: Up and Away, Fox Music Books, 2004 (ISBN 1894997042).
- (en) Eva Marie Clarke, Shania Twain: Hometown Canadian To International Superstar, Icon Press, 2005, 144 p. (ISBN 189486428X).

#### Livres de Shania Twain (partitions de musiques)
- (en) (partitions de musiques) : Shania Twain, Shania Twain Chord Songbook, Amsco Wyse, 2000 (ISBN 0-7119-8113-2).
- (en) (partitions de musiques) : Shania Twain, Shania Twain : Greatest Hits, Amsco Wyse (ISBN 978-0-7119-8033-4 et 0-7119-8033-0).
- (en) Shania Twain, The Best of Shania Twain, Warner Brothers Publications, 2003 (ISBN 5552158474).
- (en) (partitions de musiques) : Shania Twain, ShaniaTwain : The Woman In Me, Amsco Wyse (ISBN 978-0-7119-8383-0 et 0-7119-8383-6).

#### Journaux
- Maclean's, du 18 décembre 1995.
- Music Week, du 31 janvier 1998.
- People Weekly, du 16 décembre 2002.
- USA Today, du 9 novembre 2004.
- Globe and Mail, édition de Toronto, du 30 octobre 2004.
- Toronto Sun, du 18 novembre 2005.